# ЮП (хоккейный клуб)
ЮП (фин. JYP, Jyväskylän Pallo) — финский хоккейный клуб из Йювяскюля, выступает в Лииге. Основан в 1977 году.

## История клуба
Хоккейная секция в спортивном клубе ЮП появилась в 1923 году. В 1977 году хоккейная команда вышла из состава клуба и стала независимой. В 2009 году клуб впервые выиграл чемпионат. До этого самым большим достижением клуба были два вторых места — в 1989 и 1992 годах. 

## Достижения
СМ-Лига
- Золото: 2009, 2012.
- Серебро: 1989, 1992.
- Бронза: 1993, 2010, 2013, 2015, 2017.
- Победитель регулярного чемпионата СМ-Лиги: 2009, 2010, 2011.

European Trophy
- Обладатель: 2013.

Хоккейная Лига чемпионов
- Чемпион: 2017/18.